# Wągsty
Wągsty (do 1945 niem. Wangst) – wieś w Polsce położona w województwie warmińsko-mazurskim, w powiecie olsztyńskim, w gminie Kolno.
W latach 1975–1998 miejscowość administracyjnie należała do województwa olsztyńskiego.
Wieś pierwotnie położona była na terenie powiatu reszelskiego, później biskupieckiego.
Leży nad jeziorem Bierdawy.

## Historia
Wągsty należą do najstarszych wsi na Warmii. Założył ją w roku 1308 biskup warmiński Eberhard z Nysy. Wieś lokowana była na 75 włókach.
Właścicielem wsi w pierwszej połowie XVII w. był Stefan Sadorski. Zapisem w Jezioranach z dnia 18 grudnia 1636 Stefan Sadorski przekazał Wągsty i Księżno kapitule warmińskiej na utrzymanie trzech misjonarzy w Świętej Lipce.
Wieś w latach 1729 i 1848 należała do parafii w Lutrach.
Liczba mieszkańców: w roku 1933 – 183 osoby, w 1939 – 148 osób, w 1998 – 116 osób, w 2009 – 106 osób.